# Carlos Rivas (actor argentino)
No confundir con Carlos Rivas (1925-2003), actor nacido en México como  Oscar von Weber de larga trayectoria en el cine de Estados Unidos, donde trabajó, entre otros filmes, en  El rey y yo (1956), Valor de ley (1969) y Topaz.
Juan Carlos Rivas (Buenos Aires, Argentina, 2 de abril de 1929 - Idem; 14 de junio de 2012) fue un actor de cine, radio y teatro. Premio revelación mejor actor Festival de Cine Internacional de Mar del Plata, 1955.
Estuvo seleccionado como candidato a la revelación masculina en 1954, obteniendo esa distinción. Su buena amiga Isabel Sarli cuando recibió el premio a Ciudadana honorífica por la Ciudad de Buenos Aires lo recordó con palabras muy afectuosas. Fue nombrado ciudadano ilustre de la Ciudad de Vicente López en 1994.

## Filmografía
Actor
- El Club del Clan  (1964) …Doblaje de Chico Novarro
- Los evadidos  (1964) ---Locutor en televisión
- Los viciosos  (1962)
- El crack (película de 1960)  (1960)
- Primavera de la vida  (1958) …Doblaje de Folke Sundqvist
- El curandero  (1955)
- Barrio gris  (1954) …Federico
- Los secretos del buzón  (1948)
- La cumparsita  (1947)
- El pecado de Julia  (1946)
- Celos  (1946)
- La cabalgata del circo  (1945)
- Guerra de barrios  (cortometraje)' (1970)